# Petesån
Petesån is een van de (relatief) kleine riviertjes die het Zweedse eiland Gotland rijk is. Het kreeg haar naam van herenhuis Petes, dat momenteel als museum dient. Het riviertje ligt aan de zuidwestkust van het eiland en mondt uit in de Petesviken, baai van de Oostzee.